# Musique de Final Fantasy VII
La musique du jeu vidéo Final Fantasy VII est composée par Nobuo Uematsu.

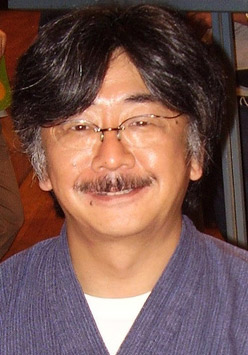
Nobuo Uematsu.

Celle-ci est disponible sous plusieurs formes, les musiques originales étant contenues dans les 4 disques du Final Fantasy VII Original Soundtrack.
Depuis Compilation of Final Fantasy VII à partir de 2004, la discographie portant sur Final Fantasy VII s'est élargie avec la musique des jeux vidéo et des films faisant office de préquelle ou de suite au jeu vidéo original, où la participation de Nobuo Uematsu est plus limitée.
La musique de Final Fantasy VII comporte plusieurs titres marquants, notamment One-Winged Angel et l'Aerith' Theme.
Beaucoup d'autres musiques sont également très célèbres pour cet opus, en voici une liste des plus célèbres : J-E-N-O-V-A, Still More Fighting, Cid's theme, Great Warrior, Opening - Bombing Mission...

## Titres célèbres

### One-Winged Angel
"One-Winged Angel" (片翼の天使, Katayoku no Tenshi, lit. " L'Ange à l'Aile Unique") est un thème musical mettant en scène Sephiroth.
On l'entend pour la première fois lors du combat final du jeu, confrontation contre Safer Sephiroth, la représentation déifiée de Sephiroth. Il y est représenté sous la forme d'un ange pourvu d'une seule aile, élément à l'origine du titre du thème.
Cette composition est souvent considérée comme la plus célèbre de Nobuo Uematsu. Elle a été composée à une époque où, pour la première fois, les spécificités techniques des consoles (en l'occurrence, la PlayStation) commençaient à permettre la diffusion d'une musique de bonne qualité sonore.
L'arrangement originel peut s'assimiler à de la musique classique. Chose rare à l'époque, il comporte des parties chantées (chœur d'hommes et de femmes en alternance qui chantent en latin), accompagnées de parties orchestrales. Les paroles s'inspirent directement des Carmina Burana, chants en latin ayant entre autres donné naissance à la cantate du même nom.
One-Winged Angel pourrait de plus évoquer, par les sons stridents des violons dans son introduction, la célèbre scène de la douche dans le film Psychose d'Alfred Hitchcock. Les inspirations rock de ce titre sont aussi présentes dans l'introduction car dans l'interview du DVD d'Advent Children, Uematsu déclare ouvertement s'être inspiré de Purple Haze de Jimi Hendrix.
One-Winged Angel a fait l'objet de plusieurs arrangements :
- Pour les jeux Kingdom Hearts et Kingdom Hearts 2, par Yôko Shimomura.
- Pour le jeu Crisis Core: Final Fantasy VII
- Pour le jeu Dissidia: Final Fantasy
- Pour l'album Piano Collections Final Fantasy VII, par Seiji Honda.
- Pour l'album Final Fantasy VII Reunion Tracks, par Shirô Hamaguchi.
- Pour l'album Final Fantasy VII Advent Children Original Soundtrack. À cette occasion, le thème change de nom pour devenir Advent: One Winged Angel.

L'arrangement destiné à Advent Children possède des influences power metal, domaine de prédilection du groupe fondé quelques années après la sortie du jeu par Nobuo Uematsu, les Black Mages.

### Aeris' Theme
L'Aeris' Theme est, comme son nom l'indique, le thème du personnage d'Aeris. Doux et triste, ce titre est devenu célèbre dans le monde du jeu vidéo de par son adéquation avec le personnage d'Aeris, très apprécié des joueurs. De plus, cette musique est fortement liée à la scène d'anthologie de la mort d'Aeris qui a lieu au milieu du jeu, restée dans la mémoire de toute une génération de joueurs. Elle est jouée à la fin de cette scène cinématique et se prolonge comme seul fond sonore dans le combat qui suit immédiatement, sans aucune rupture musicale, chose rare.
Il est possible de trouver différentes versions de l'Aeris' Theme :
- Final Fantasy VII Original Soundtrack : disque 3, piste 19 (version originale)
- Final Fantasy VII Reunion Tracks : piste 19 (version orchestrale)
- Piano Collections Final Fantasy VII : piste 11 (arrangement pour piano)
- Également, il existe une version jouée par une boîte à musique de la marque Sankyo (50 notes sur 3 parties)

## Albums issus du jeu original
Plusieurs pistes du jeu réapparaissent sous une forme remixé dans des productions ultérieures de Square Enix comme Final Fantasy VII Advent Children et Kingdom Hearts.

### Final Fantasy VII Original Soundtrack
Bande originale du jeu Final Fantasy VII.

#### Fiche technique
- Composé et arrangé par : Nobuo Uematsu
- Programmeur Sonore : Minoru Akao
- Ingénieur Sonore : Eiji Nakamura
- M.A. et ingénieur enregistreur : Kenzi Nagashima
- Effets Sonore : Yoshitaka Hirota, Yuichiro Mori, Mitsuhiro Iwadate, Yoshikuni *Nakamura
- Cœurs (a One Winged Angel) :
  - Soprano - Matsue Fukushi and Minae Fujisaki,
  - Alto - Kazuko Nakano and Saki Ono,
  - Ténor - Toru Tabei and Daisuke Hara,
  - Basse - Toshizumi Sakai and Masashi Hamauzu,
- Sortie : 10 février 1997 (édition originale), 10 mai 2004 (réédition)
- Référence : SSCX-10003 (DigiCube - édition limitée), SSCX-10004 (DigiCube - édition originale), SQEX-10001/4 (Square Enix - réédition)

#### Présentation de la version collector
L'avant de la boîte est ornée d'une plaque métallique de 13 cm de longueur et de 8 cm de largeur.
Sur cette plaquette, est gravé le logo de Final Fantasy VII. La boîte, le livret et le coffret sont de 5 cm de longueur et largeur. Le livret comprend 12 pages imprimées en couleur recto-verso.
Dans ce coffret, se trouve un mini-livret de 2 pages en couleur comprenant le nom des pistes de 4 disques et les 4 disques de musiques dont le premier possède les personnages Cid, Cloud, Barret et Aeris (Aerith), le second possède une vue d'ensemble de Shinra, le troisième l'intérieur d'un Mako Reactor et le dernier possède les personnages Vincent, Tifa, Rouge XIII, Yuffie et Cait Sith.

#### Liste des musiques
| 1.  | プレリュード (Pureryūdo)                                | The Prelude                    | 3:12 |
| 2.  | オープニング~爆破ミッション (Ōpuningu ~ Bakuha Misshon) | Opening - Bombing Mission      | 3:59 |
| 3.  | 魔晄炉 (Makō Ro)                                        | Mako Reactor                   | 3:26 |
| 4.  | 不安な心 (Fuan na Kokoro)                               | Heart of Anxiety               | 4:00 |
| 5.  | ティファのテーマ (Tifa no Tēma)                         | Tifa's Theme                   | 5:23 |
| 6.  | バレットのテーマ (Baretto no Tēma)                      | Barret's Theme                 | 3:22 |
| 7.  | 急げ! (Isoge!)                                          | Hurry!                         | 2:25 |
| 8.  | 闇に潜む (Yami ni Hisomu)                               | Lurking in the Darkness        | 2:26 |
| 9.  | 神羅カンパニー (Shinra Kanpanī)                         | Shinra Company                 | 4:13 |
| 10. | 闘う者達 (Tatakau Monotachi)                            | Let the Battles Begin!         | 2:38 |
| 11. | ファンファーレ (Fanfāre)                                | Fanfare                        | 0:53 |
| 12. | 教会に咲く花 (Kyōkai ni Saku Hana)                      | Flowers Blooming in the Church | 5:09 |
| 13. | タークスのテーマ (Tākusu no Tēma)                       | Turks' Theme                   | 2:20 |
| 14. | 腐ったピザの下で (Kusatta Piza no Shita De)             | Under the Rotting Pizza        | 3:21 |
| 15. | 虐げられた民衆 (Shītage Rare ta Minshū)                 | The Oppressed                  | 2:34 |
| 16. | 蜜蜂の館 (Mitsubachi no Kan)                            | Honeybee Inn                   | 4:22 |
| 17. | お前は…誰だ (Omae wa... Dare Da)                        | Who...Are You?                 | 1:20 |
| 18. | スラムのドン (Suramu no Don)                            | Don of the Slums               | 2:10 |
| 19. | 神羅ビル潜入 (Shinra Biru Sennyū)                       | Shinra Bill Intrusion          | 3:51 |
| 20. | 更に闘う者達 (Sarani Tatakau Monotachi)                 | Fight On!                      | 3:22 |
| 21. | レッド13のテーマ (Reddo XIII no Tēma)                   | Red XIII's Theme               | 1:26 |
| 22. | クレイジーモーターサイクル (Kureijī Mōtāsaikuru)        | Crazy Motorcycle               | 4:47 |
| 23. | 想いを胸に (Omoi o Mune Ni)                             | Dear to the Heart              | 2:11 |

| 1.  | F.F.VIIメインテーマ (F. F. VII Mein Tēma)                                        | Main Theme of Final Fantasy VII  | 6:31 |
| 2.  | 旅の途中で (Tabi no Tochū De)                                                    | On Our Way                       | 3:42 |
| 3.  | お休み,また明日 (Oyasumi, Mata Ashita)                                           | Good Night, Until Tomorrow       | 0:08 |
| 4.  | 5年前のあの日 (Gonen Mae no ano Hi)                                              | On That Day, Five Years Ago      | 3:09 |
| 5.  | 牧場の少年 (Bokujō no Shōnen)                                                    | Farm Boy                         | 2:53 |
| 6.  | ワルツ・デ・チョコボ (Warutsu de Chokobo)                                        | Waltz de Chocobo                 | 0:35 |
| 7.  | エレキ・デ・チョコボ (Ereki de Chokobo)                                          | Electric de Chocobo              | 3:44 |
| 8.  | シンコ・デ・チョコボ (Shinko de Chokobo)                                         | Cinco de Chocobo                 | 3:24 |
| 9.  | 黒マントの男を追え (Kuro Manto no Otoko o Oe)                                    | In Search of the Man in Black    | 3:02 |
| 10. | 鷺の砦 (Sagi no Toride)                                                          | Fort Condor                      | 3:51 |
| 11. | ルーファウス歓迎式典 (Rūfausu Kangei Shikiten)                                   | Rufus' Welcoming Ceremony        | 2:09 |
| 12. | 二本足で立つのも難しいものだな (Ni Hon Ashi de Tatsu no mo Muzukashī Mono da Na) | It's Hard to Stand on Both Feet! | 3:23 |
| 13. | 血の跡 (Chi no Ato)                                                              | Trail of Blood                   | 4:04 |
| 14. | J-E-N-O-V-A                                                                      | J-E-N-O-V-A                      | 2:18 |
| 15. | つづきから (Tsuzuki Kara)                                                        | Continue                         | 0:31 |
| 16. | 太陽の海岸 (Taiyō no Kaigan)                                                     | Costa del Sol                    | 2:23 |
| 17. | 裏切り者の烙印 (Uragirimono no Rakuin)                                           | Mark of a Traitor                | 3:33 |
| 18. | 炭坑の街 (Tankō no Machi)                                                        | Mining Town                      | 3:03 |
| 19. | ゴールドソーサー (Gōrudo Sōsā)                                                   | Gold Saucer                      | 1:55 |
| 20. | ケット・シーのテーマ (Ketto Shī no Tēma)                                         | Cait Sith's Theme                | 3:24 |
| 21. | 砂の流刑地 (Suna no Rukei Chi)                                                   | Desert Wasteland                 | 5:42 |

| 1.  | 星降る峡谷 (Hoshi Furu Kyōkoku)                 | Cosmo Canyon                        | 3:38 |
| 2.  | 生命の流れ (Seimei no Nagare)                   | Lifestream                          | 4:10 |
| 3.  | 偉大なる戦士 (Idai naru Senshi)                 | The Great Warrior                   | 3:22 |
| 4.  | 忍びの末裔 (Shinobi no Matsuei)                 | Descendant of Shinobi               | 3:00 |
| 5.  | 星に選ばれし者 (Hoshi ni Eraba re Shi sha)      | Those Chosen by the Planet          | 3:39 |
| 6.  | 悪夢の始まり (Akumu no Hajimari)                | The Nightmare Begins                | 2:58 |
| 7.  | シドのテーマ (Shido no Tēma)                    | Cid's Theme                         | 3:02 |
| 8.  | タイニーブロンコを奪え! (Tainī Buronko o Ubae!) | Steal the Tiny Bronco!              | 1:19 |
| 9.  | ウータイ (Ūtai)                                 | Wutai                               | 4:27 |
| 10. | マテリアいただき (Materia Itadaki)              | Stolen Materia                      | 1:37 |
| 11. | 本命穴チョコボ (Honmei Ana Chokobo)             | Racing Chocobo's - Place Your Bets! | 1:50 |
| 12. | フィドル・デ・チョコボ (Fidoru de Chokobo)      | Fiddle de Chocobo                   | 2:57 |
| 13. | 大当たりぃ~ (Ōatarī~)                           | Jackpot!                            | 0:44 |
| 14. | 涙のタンゴ (Namida no Tango)                    | Tango of Tears                      | 0:47 |
| 15. | 初舞台 (Hatsu Butai)                            | Debut                               | 2:37 |
| 16. | 花火に消された言葉 (Hanabi ni Kesareta Kotoba)  | Words Drowned by Fireworks          | 3:01 |
| 17. | 樹海の神殿 (Jukai no Shinden)                   | Forested Temple                     | 3:51 |
| 18. | 星の声が聞こえる (Hoshi no Koe ga Kikoeru)      | Listen to the Cries of the Planet   | 3:51 |
| 19. | エアリスのテーマ (Earisu no Tēma)               | Aeris' Theme                        | 4:55 |
| 20. | 雪に閉ざされて (Yuki ni Tozasarete)             | Buried in Snow                      | 4:54 |
| 21. | 北の大空洞 (Kita no Daikūdō)                    | The North Cave                      | 7:15 |
| 22. | リユニオン (Riyunion)                           | Reunion                             | 3:46 |
| 23. | 俺は...誰だ (Ore wa... Dare da)                 | Who... Am I?                        | 1:34 |

| 1.  | 神羅軍総攻撃 (Shinra Gun Sō Kōgeki)                                | Shinra's Full-Scale Assault             | 2:43 |
| 2.  | ウェポン襲来 (Wepon Shūrai)                                        | Attack of the Weapon                    | 2:46 |
| 3.  | 空駆けるハイウィンド (Sora Kakeru Haiwindo)                        | The Highwind Takes to the Skies         | 3:46 |
| 4.  | 深海に眠る秘密 (Shinkai ni Nemuru Himitsu)                         | Secret of the Deep Sea                  | 4:10 |
| 5.  | 偏狭の村 (Henkyō no Mura)                                          | Provincial Town                         | 2:20 |
| 6.  | 絶望の淵から (Zetsubō no Fuchi Kara)                               | From the Edge of Despair                | 4:30 |
| 7.  | 山の向こうに (Yama no Mukō Ni)                                     | Other Side of the Mountain              | 2:32 |
| 8.  | もっと急げ! (Motto Isoge!)                                         | Hurry Up!                               | 2:51 |
| 9.  | 宇宙への夢 (Uchū e no Yume)                                        | Launching a Dream into Space            | 3:10 |
| 10. | 秒読み開始 (Byōyomi Kaishi)                                        | Countdown                               | 0:49 |
| 11. | 心開けば (Kokoro Akeba)                                            | Open Your Heart                         | 2:57 |
| 12. | 魔晄キャノン発射～神羅爆発 (Makō Kyanon Hassha ~ Shinra Bakuhatsu) | Mako Cannon - The Destruction of Shinra | 1:28 |
| 13. | 最期の日 (Saigo no Hi)                                             | Judgment Day                            | 3:54 |
| 14. | 完全なるジェノヴァ (Kanzen naru Jenova)                            | Jenova Complete                         | 3:56 |
| 15. | 神の誕生 (Kami no Tanjō)                                           | Birth of a God                          | 3:57 |
| 16. | 片翼の天使 (Katayoku no Tenshi)                                    | One-Winged Angel                        | 6:54 |
| 17. | 星の危機 (Hoshi no Kiki)                                           | The Planet's Crisis                     | 9:44 |
| 18. | スタッフロール (Sutaffu Rōru)                                      | Staff Roll                              | 6:19 |

### Final Fantasy VII Reunion Tracks
Album arrangé du jeu Final Fantasy VII (Square) sur PlayStation.

#### Fiche technique
- Composé par : Nobuo Uematsu
- Arrangé par : Shiro Hamaguchi
- Orchestré par : Shiro Hamaguchi (17, 18, 19)
- Sortie : 22 octobre 1997 (édition originale), 23 février 2005 (réédition)
- Référence : SSCX-10012 (DigiCube - édition originale), SQEX-10042 (Square Enix - réédition)

| 0.  | One-Winged Angel (piste cachée) | ?:?? |
| 1.  | Opening - Bombing Mission       | 3:59 |
| 2.  | Cosmo Canyon                    | 3:36 |
| 3.  | Fight On!                       | 3:34 |
| 4.  | Farm Boy                        | 3:34 |
| 5.  | Rufus' Welcoming Ceremony       | 2:15 |
| 6.  | Electric de Chocobo             | 4:03 |
| 7.  | Honeybee Manor                  | 3:53 |
| 8.  | Cid's Theme                     | 3:12 |
| 9.  | Forested Temple                 | 3:52 |
| 10. | Let the Battles Begin!          | 2:48 |
| 11. | Ahead on our Way                | 3:45 |
| 12. | Golden Saucer                   | 1:59 |
| 13. | Crazy Motorcycle                | 3:38 |
| 14. | Cait Sith's Theme               | 3:35 |
| 15. | Descendant of Shinobi           | 2:46 |
| 16. | J-E-N-O-V-A                     | 2:35 |
| 17. | Main Theme of Final Fantasy VII | 6:29 |
| 18. | One-Winged Angel                | 4:27 |
| 19. | Aerith's Theme                  | 5:01 |

### Piano Collections Final Fantasy VII
Album arrangé au piano.

#### Fiche technique
- Composé par : Nobuo Uematsu
- Arrangé par : Shiro Hamaguchi
- Joué par : Seiji Honda
- Sortie : 3 décembre 2003 (édition originale), 10 mai 2004 (réédition)
- Référence : SSCX-10111 (Digicube - édition originale), SQEX-10020 (Square-Enix - réédition)

| 1.  | Tifa's Theme                 | 4:22 |
| 2.  | Final Fantasy VII Main Theme | 4:27 |
| 3.  | Cinco de Chocobo             | 2:19 |
| 4.  | Ahead on Our Way             | 4:05 |
| 5.  | Let the Battles Begin!       | 3:57 |
| 6.  | Cosmo Canyon                 | 4:38 |
| 7.  | Gold Saucer                  | 2:28 |
| 8.  | Farm Boy                     | 3:33 |
| 9.  | Rufus' Welcoming Ceremony    | 3:03 |
| 10. | J-E-N-O-V-A                  | 2:23 |
| 11. | Aerith's Theme               | 4:06 |
| 12. | One-Winged Angel             | 4:49 |
| 13. | Descendent of Shinobi        | 3:20 |

## Albums issus des productions suivantes

### Final Fantasy VII Advent Children Original Soundtrack
Final Fantasy VII Advent Children Original Soundtrack est la bande originale du film Final Fantasy VII Advent Children, faisant suite au jeu original.
Constituée de deux disques, elle est à la fois constituée de titres originaux composés pour le film et de titres issus de la bande originale du jeu.

#### Fiche technique
- Composé par : Nobuo Uematsu, Keiji Kawamori, Tsuyoshi Sekito, Kyosuke Himuro
- Arrangé par : Keiji Kawamori, Tsuyoshi Sekito, Kenichiro Fukui, Shiro Hamaguchi, Kazuhiko Toyama
- Chanté par : Kyosuke Himuro (CD2 12)
- Sortie : 28 septembre 2005
- Référence : SQEX-10051/52 (Square Enix)

#### Liste des musiques
| 1.  | Opening                          | Opening                                    | 1:31 |
| 2.  | 約束の地～The Promised Land～    | The Promised Land                          | 2:52 |
| 3.  | Beyond The Wasteland             | Beyond the Wasteland                       | 4:14 |
| 4.  | Sign                             | Sign                                       | 1:49 |
| 5.  | ティファのテーマ (Piano Version) | Tifa's Theme (Piano Version)               | 4:00 |
| 6.  | For the Reunion                  | For the Reunion                            | 2:32 |
| 7.  | 闘う者達 (Piano Version)         | Let the Battles Begin! (Piano Version)     | 4:23 |
| 8.  | Water                            | Water                                      | 2:21 |
| 9.  | Materia                          | Materia                                    | 0:53 |
| 10. | Black Water                      | Black Water                                | 2:40 |
| 11. | エアリスのテーマ (Piano Version) | Aerith's Theme (Piano Version)             | 4:07 |
| 12. | Battle in the Forgotten City     | Battle in the Forgotten City               | 3:25 |
| 13. | Violator                         | Violator                                   | 2:35 |
| 14. | 北の大空洞 (FFVII AC Version)    | The Great Northern Cave (FFVII AC Version) | 1:52 |

| 1.  | 天来～Divinity I～                           | Divinity I                                | 2:58 |
| 2.  | 闘う者達 (FFVII AC Version)                  | Let the Battles Begin! (FFVII AC Version) | 2:04 |
| 3.  | 更に闘う者達 (FFVII AC Version)              | Fight On! (FFVII AC Version)              | 4:28 |
| 4.  | 天来～Divinity II～                          | Divinity II                               | 3:39 |
| 5.  | Encounter                                    | Encounter                                 | 0:57 |
| 6.  | The Chase of Highway                         | The Chase of Highway                      | 4:38 |
| 7.  | Savior                                       | Savior                                    | 2:20 |
| 8.  | J-E-N-O-V-A (FFVII AC version)               | J-E-N-O-V-A (FFVII AC Version)            | 2:50 |
| 9.  | 再臨：片翼の天使～Advent: One-Winged Angel～ | Advent: One-Winged Angel                  | 6:11 |
| 10. | Cloud Smiles                                 | Cloud Smiles                              | 3:33 |
| 11. | End Credits                                  | End Credits                               | 5:40 |
| 12. | CALLING                                      | Calling                                   | 5:03 |

### Dirge of Cerberus: Final Fantasy VII Original Soundtrack
Dirge of Cerberus: Final Fantasy VII Original Soundtrack est la bande originale du jeu Dirge of Cerberus sur PlayStation 2, faisant partie de la Compilation of Final Fantasy VII.

#### Fiche technique
- Composé par : Masashi Hamauzu, Gackt (CD2 17, 22)
- Arrangé par : Masashi Hamauzu
- Chanté par : Gackt (CD2 17, 22)
- Sortie : 15 février 2006
- Référence : CRCP-40139/40 (Nippon Crown)

| 1.  | Flicker                          | 1:28 |
| 2.  | Calm Before the Storm            | 2:20 |
| 3.  | Trigger Situation                | 2:04 |
| 4.  | Prologue of "Dirge of Cerberus"  | 2:46 |
| 5.  | Fragment of Memory               | 4:00 |
| 6.  | Fearful Happening                | 3:53 |
| 7.  | WRO March                        | 2:22 |
| 8.  | Azul the Cerulean                | 2:15 |
| 9.  | Fight Tune "Arms of Shinra"      | 3:12 |
| 10. | Abhorrence Whirls                | 3:43 |
| 11. | Silent Edge                      | 3:05 |
| 12. | Undulation                       | 1:04 |
| 13. | Counteroffensive                 | 2:20 |
| 14. | Ten Year Reunion                 | 3:31 |
| 15. | Fight Tune "Girl Named Shelke"   | 2:54 |
| 16. | Fight Tune "Killing One Another" | 2:11 |
| 17. | Uneasy Feelings                  | 2:51 |
| 18. | Memories with Lucrecia           | 1:11 |
| 19. | Sneaky Cait Sith                 | 3:56 |
| 20. | Darkness                         | 2:19 |
| 21. | Lifestream                       | 4:08 |
| 22. | Rosso the Crimson                | 1:23 |
| 23. | Mysterious Ninja                 | 1:11 |
| 24. | Ninja Girl of Wutai              | 1:24 |
| 25. | Sudden Parting                   | 1:10 |
| 26. | Discovery in Sadness             | 1:25 |
| 27. | A Proposal                       | 2:17 |
| 28. | High-Spirited                    | 0:40 |
| 29. | Return to the Subject            | 2:54 |
| 30. | Marching Tune #0                 | 0:55 |

| 1.  | Return to the Origin               | 2:05 |
| 2.  | Marching Tune                      | 3:50 |
| 3.  | Fight Tune "Crimson Impact"        | 1:52 |
| 4.  | Under a Full Moon                  | 1:23 |
| 5.  | Trespasser                         | 4:03 |
| 6.  | Transformation into Chaos          | 1:17 |
| 7.  | Splinter of Sadness                | 2:02 |
| 8.  | Deep Darkness of Shinra            | 3:55 |
| 9.  | Lucrecia Crescent                  | 3:33 |
| 10. | Forgotten Tears                    | 1:35 |
| 11. | Fight Tune "Messenger of the Dark" | 2:40 |
| 12. | Awakening                          | 1:44 |
| 13. | Fight Tune "The Immaculate"        | 5:03 |
| 14. | Finally Reborn                     | 1:36 |
| 15. | The Last SND                       | 1:37 |
| 16. | Everyone's Help                    | 1:43 |
| 17. | Longing                            | 4:00 |
| 18. | Terminus                           | 3:01 |
| 19. | Quickening                         | 3:00 |
| 20. | Death and Rebirth                  | 1:07 |
| 21. | Chaotic End                        | 4:28 |
| 22. | Redemption                         | 4:04 |
| 23. | Hope of the Future                 | 3:52 |

### Dirge of Cerberus: Final Fantasy VII Multiplayer Mode Original Sound Collections
Dirge of Cerberus: Final Fantasy VII Multiplayer Mode Original Sound Collections est un album supplémentaire à la bande originale de Dirge of Cerberus.
| 1.  | Turks 101               | 4:13 |
| 2.  | Song of the Gathered    | 2:18 |
| 3.  | Final Briefing          | 2:05 |
| 4.  | Underground Complex     | 2:44 |
| 5.  | Fierce Battle           | 2:49 |
| 6.  | Time Limit              | 2:12 |
| 7.  | Bad Feeling             | 1:04 |
| 8.  | Wild Pack               | 2:33 |
| 9.  | Immaculate Frenzy       | 1:07 |
| 10. | Pegasus Riders          | 2:25 |
| 11. | Meeting in the Rain     | 1:21 |
| 12. | Heavy Armored Soldier   | 2:34 |
| 13. | Lucrecia's Research     | 0:52 |
| 14. | Flying High             | 1:16 |
| 15. | Pure Stream             | 0:54 |
| 16. | Train Graveyard         | 2:35 |
| 17. | Central Complex         | 2:32 |
| 18. | Uncontrollable Darkness | 2:25 |
| 19. | True Beast              | 2:55 |
| 20. | Crumbling Mind          | 3:24 |
| 21. | Attack on Midgar        | 2:51 |
| 22. | Redeem the World        | 1:05 |
| 23. | Outskirts of Fight      | 2:57 |
| 24. | Combat Results          | 1:59 |
| 25. | Restrictor              | 3:40 |
| 26. | First Encounters        | 5:52 |
| 27. | Dark Feelings           | 4:25 |

### Gackt - Redemption
Single du jeu Dirge of Cerberus -Final Fantasy VII- (Square Enix) sur PlayStation 2.

#### Fiche technique
- Composé par : Gackt
- Arrangé par : Gackt, Chachamaru
- Chanté par : Gackt
- Sortie : 25 janvier 2006
- Référence : CRCP-10130 (Nippon Crown)

| 1. | REDEMPTION                |  |
| 2. | LONGING                   |  |
| 3. | REDEMPTION (Instrumental) |  |
| 4. | LONGING (Instrumental)    |  |

### Crisis Core: Final Fantasy VII Special Disc
Crisis Core: Final Fantasy VII Special Disc est la bande originale du jeu Crisis Core: Final Fantasy VII, composée par Takeharu Ishimoto.
| 1.  | Fragment of Memory -D.M.W-                                    | 1:16 |
| 2.  | Theme of CRISIS CORE "Inheritance"                            | 0:41 |
| 3.  | Mission Start                                                 | 3:25 |
| 4.  | First Mission (from FFVII "Opening ~ Bombing Mission")        | 2:50 |
| 5.  | The Mako City                                                 | 1:53 |
| 6.  | Patriotism on a Moonlit Night                                 | 1:30 |
| 7.  | Encount                                                       | 3:22 |
| 8.  | Theme of CRISIS CORE "Dream and Pride"                        | 3:17 |
| 9.  | Last Order - Crisis Mix (from "LAST ORDER FFVII")             | 3:23 |
| 10. | Importance of Truth                                           | 2:06 |
| 11. | Wandering in a Sunny Afternoon                                | 3:20 |
| 12. | Conflict                                                      | 2:18 |
| 13. | Operated Iron Beast                                           | 2:57 |
| 14. | Theme of CRISIS CORE "Under an Apple Tree"                    | 4:00 |
| 15. | Summoned Being (from FFVII "Fight On")                        | 3:08 |
| 16. | The Burdened One                                              | 1:32 |
| 17. | On the Verge of Assault (from FFVII "Fight On")               | 3:04 |
| 18. | Dark Suits' Secret Schemes (from FFVII "Turks' Theme")        | 2:23 |
| 19. | The Building Made of Tubes and Iron (from "LAST ORDER FFVII") | 1:22 |
| 20. | Combat                                                        | 2:56 |
| 21. | Theme of CRISIS CORE "Scar of Friendship"                     | 1:26 |
| 22. | Flowers Blooming in the Slums (from FFVII "Aerith's Theme")   | 2:14 |
| 23. | The Azure Pupil                                               | 1:44 |
| 24. | Theme of CRISIS CORE "Sharing Pride"                          | 2:12 |
| 25. | Melody of Suffering                                           | 0:59 |
| 26. | Marching in a Remote Land (from "LAST ORDER FFVII")           | 2:05 |
| 27. | Exchange of Courtesies                                        | 1:07 |
| 28. | A Flapping Black Wing                                         | 3:02 |
| 29. | Theme of CRISIS CORE "The True Plan"                          | 2:05 |
| 30. | The One Who Loses Pride                                       | 2:46 |
| 31. | Why                                                           | 2:15 |

| 1.  | Town Closed from Sunlight                                         | 3:15 |
| 2.  | The Situation Begins to Change                                    | 1:21 |
| 3.  | The Organization That Controls Mako (from FFVII "Shinra Company") | 4:16 |
| 4.  | Theme of CRISIS CORE "To a New Appointment"                       | 1:23 |
| 5.  | Closed Village (from FFVII "Anxious Heart")                       | 2:42 |
| 6.  | Melody of Farewell                                                | 1:44 |
| 7.  | Gloomy Mansion                                                    | 1:37 |
| 8.  | Momentary Rest                                                    | 0:12 |
| 9.  | Prelude to Decay                                                  | 1:12 |
| 10. | The Enemy of the World is Created (from FFVII "One-Winged Angel") | 3:23 |
| 11. | Night of Seclusion                                                | 3:44 |
| 12. | Duty and Friendship                                               | 1:22 |
| 13. | Theme of CRISIS CORE "Frantic Battlefield"                        | 1:04 |
| 14. | Deserted Wasteland                                                | 2:53 |
| 15. | Melody of Resolution                                              | 1:41 |
| 16. | Moonlight Wandering                                               | 1:54 |
| 17. | Reciting Old Poetry by the Waterside                              | 2:56 |
| 18. | The Roar of Strange Beings Gathering                              | 3:21 |
| 19. | The One Who Receives Divine Protection                            | 4:09 |
| 20. | SOLDIER Battle                                                    | 2:58 |
| 21. | Compensation for Freedom                                          | 3:38 |
| 22. | Why                                                               | 4:25 |
| 23. | Fulfilled Desire                                                  | 8:42 |
| 24. | to be continued (from FFVII "Opening ~ Bombing Mission")          | 1:28 |